# 长冠鼠尾草
长冠鼠尾草（学名：Salvia plectranthoides）为唇形科鼠尾草属的植物。分布在锡金、不丹以及中国大陆的陕西、四川、云南、广西、湖北、贵州等地，生长于海拔800米至2,500米的地区，常生长在山坡、山谷和疏林下。

## 别名
紫参（滇南本草）、丹参（云南大理）、劲枝丹参（植物名实图考）、串皮猫药（贵州罗甸）、野藿香（贵州贵阳）、活血草、散血草（四川青川）、山胡椒（广西隆林）

## 延伸阅读
[在维基数据编辑]
 《植物名實圖考·勁枝丹參》，出自吳其濬《植物名實圖考》